# 伊藤蘭 RAN To You
伊藤蘭 RAN To You（いとうらん・ラントゥユウ）はニッポン放送で2022年9月28日から2023年9月17日まで放送されていたラジオのトーク番組。

## 概要
この番組では、2023年9月1日にデビュー50周年を迎える伊藤蘭が30分間にわたって、「リスナーと特別な時間」を共に過ごす番組で、番組内では、デビュー50周年に向け、リスナーからチャレンジ企画を50にわたって募る『伊藤蘭！RUN TO フィフティ―ズと、好きな曲の中から、おすすめの曲を選んで送る「伊藤蘭のマイプレイリスト!」などといったコーナーが行われる。
なお、伊藤蘭がニッポン放送でレギュラー番組を持つのは、1980年から1982年まで放送された『伊藤蘭 通りすぎる夜に』の放送が終了して以来、40年ぶりとなる。
この番組について、伊藤蘭は「リスナーやファンの方の声をたくさん寄せていただいて、一緒に番組をつくっていきたいと思います。カジュアルな雰囲気の番組にしていきたいと思っていますので、ぜひ、番組にご参加ください。お待ちしています。」とコメントした。
2023年4月2日から放送時間を変更してこの番組が継続することになった。ただし、年度上期は『ニッポン放送ショウアップナイター』の放送予定のない日曜日、つまりは、プロ野球のナイトゲームが組まれていない日曜日の夜にニッポン放送のみ放送されるもので、ネット各局では2023年3月22日に生放送されたものがいったん最後となる。また、週1回の放送自体も6月25日でひとまず終了となり、7月からは日曜19時台の単発枠『SPECIAL BOX』にて、『坂本梨紗のヘルシー・メルシー!』などとの入れ替わり形式で月1回放送されることになっている。
そして、2023年9月17日をもって、放送を終了することになり、この番組の最後のゲストとして、水谷豊と寺脇康文を迎えた。

## 放送時間
- 2022年9月28日-2023年3月29日・毎週水曜日 20:30 - 21:00（全国ネット）
- 2023年4月2日-6月25日・ナイター中継が基から予定されていない日の毎週日曜日 19:30-20:00（関東ローカル）
- 2023年7月-9月・月一回日曜日 19:00-20:00（関東ローカル）

## パーソナリティ
- 伊藤蘭

## ネット局
- 2022年度下半期。
- ニッポン放送も含め全局、前時間帯の鶴光の噂のゴールデンリクエストとセットで放送している。

| 放送対象地域   | 放送局         | 放送時間           | 備考   |
| -------------- | -------------- | ------------------ | ------ |
| 関東広域圏     | ニッポン放送   | 水曜 20:30 - 21:00 | 制作局 |
| 山形県         | 山形放送       | 水曜 20:30 - 21:00 | [ 5 ]  |
| 新潟県         | 新潟放送       | 水曜 20:30 - 21:00 | [ 6 ]  |
| 富山県         | 北日本放送     | 水曜 20:30 - 21:00 | [ 7 ]  |
| 中京広域圏     | 東海ラジオ放送 | 水曜 20:30 - 21:00 | [ 8 ]  |
| 和歌山県       | 和歌山放送     | 水曜 20:30 - 21:00 | [ 9 ]  |
| 香川県         | 西日本放送     | 水曜 20:30 - 21:00 | [ 10 ] |
| 徳島県         | 四国放送       | 水曜 20:30 - 21:00 | [ 11 ] |
| 長崎県・佐賀県 | 長崎放送       | 水曜 20:30 - 21:00 | [ 12 ] |
| 大分県         | 大分放送       | 水曜 20:30 - 21:00 | [ 13 ] |
| 熊本県         | 熊本放送       | 水曜 20:30 - 21:00 | [ 14 ] |

### 特別編成に伴う休止・時間変更
※キー局のニッポン放送ではスペシャルウィークを実施する週には特別編成が行われることがあり、その週はLFのみが休止となり裏送りになるか、ネット局を含め番組そのものが休止となる場合もある。
- 2022年
  - 10月12日 - ニッポン放送と東海ラジオが『クライマックスシリーズ　セ ファイナルステージ 「ヤクルト×阪神」』第1戦放送のため、両局は放送休止。その他のネット局への裏送りとなった。
  - 10月19日 - 『伊藤蘭 RAN To Youスペシャル』と題し、放送時間を拡大して20:00からのスペシャル放送。ゲストは水谷豊と木梨憲武。ニッポン放送では21:50まで放送時間を延長した[15]。なお、同日の放送はビデオリサーチ首都圏ラジオ聴取率調査において全局同時間帯番組のなかで首位を獲得[16]。11月19日に行われた自身のコンサートでファンに喜びの報告をした[17]。
  - 10月26日 - 『プロ野球日本シリーズ オリックス×ヤクルト』第4戦の実況中継が編成されるため番組休止。ニッポン放送・東海ラジオ・西日本放送・大分放送は日本シリーズ中継を放送、それ以外のネット局は19:00 - 21:00にニッポン放送裏送りでサウンドコレクションを放送。
  - 12月21日 - 特別番組『オールタイム・ジャニーズ～歌い継ぎたい名曲コレクション～』（P:ミッツ・マングローブ）を20:00 - 21:00に放送（ニッポン放送は21:50まで延長。東海ラジオはローカル特番を放送）するため、休止。
- 2023年
  - 2月15日 - 『オールナイトニッポンPremium ～高橋幸宏さんを偲んで』（P:上柳昌彦、ゲスト：高田漣）を20:00 - 21:50（通常当番組をネットする局も21:00飛び降りでネット）に放送するため休止。
  - 4月16日 - スペシャルウィークプレ編成として、鶴光の噂のゴールデンリクエスト放送のため、1時間繰り下げの20:30-21:00に生放送
  - 4月23日 - スペシャルウィーク編成により、ニッポン放送ショウアップナイター「ヤクルト対巨人」（17時50分~21時40分）を放送するため休止（試合が中止の場合でも前もって放送休止となっていた）
  - 6月11日 - スペシャルウィークのプレ編成として、藤谷理子の"ラジオ、流れてよ!"映画「リバー、流れないでよ」スペシャル（19時~20時）生放送のため、1時間繰り下げの20:30-21:00に生放送
  - 6月18日 - スペシャルウィーク編成として明石家さんまのオールニッポンお願い！リクエスト～やってきました！日常日・「仰天！日常ロードショー」（18時～21時30分）が生放送されるため放送休止